# جون شو (نحات)
جون شو (بالإنجليزية: John Shaw)‏ هو نحات بريطاني، ولد في 1952.